# Georg Wache
Georg Wache (* 9. November 1886 in Glatz, Landkreis Glatz; † 15. Mai 1977 in Königslutter am Elm) war ein deutscher Politiker. Er war von 1953 bis 1955 Abgeordneter im Landtag von Niedersachsen.

## Leben
Wache war Besitzer eines Industrieunternehmens in Glatz, wo er sich seit 1909 auch politisch betätigte. Er gehörte bis 1933 der Deutschen Volkspartei an. Während der Zeit des Nationalsozialismus wurde er von der NSDAP verfolgt. Nach dem Zweiten Weltkrieg wurde er aus Glatz, das 1945 an Polen gefallen war, vertrieben. Nachfolgend wurde er in Braunschweig ansässig, wo er 1948 der FDP beitrat. Später wechselte zum GB/BHE. Er war Ratsherr in Braunschweig und 1953 bis 1955 Mitglied des Niedersächsischen Landtages in dessen zweiter Wahlperiode.
Wache war Gründungsmitglied des 1951 wiedergegründeten Glatzer Gebirgsvereins in Braunschweig und von 1951 bis 1961 dessen erster Vorsitzender. Anschließend wurde er zum Ehrenmitglied und Ehrenvorsitzenden des Vereins ernannt.